# انستیتیوت انکشاف دهات افغانستان
انستیتیوت انکشاف دهات افغانستان وابسته به وزارت احیا و انکشاف دهات افغانستان است. 
انستیتیوت انکشاف دهات در چارچوب سیاست بالابری ظرفیت در پروسۀ انکشاف دهات ایجاد گردیده است. موسسۀ نامبرده را می‌توان به دو بخش عمده تقسیم می‌گردد، که شامل سیاست تحقیقاتی و آموزش تربیوی می‌باشد.